# Marie Menken
Marie Menken, nome d'arte di Marie Menkevicius (New York, 25 maggio 1909 – New York, 29 dicembre 1970), è stata una regista e pittrice statunitense il cui lavoro è particolarmente conosciuto per i suoi film di cinema sperimentale.
Era nota per il suo caratteristico cinema che includeva tecniche di collage.
Di Marie Menken, assieme al marito Willard Maas, con cui si sposò nel 1937, assunsero molta fama i salotti che furono un punto d'incontro per molti artisti, scrittori, film maker ed intellettuali newyorkesi tra gli anni '40 ed i '60, tanto che Andy Warhol disse di loro che furono "gli ultimi grandi bohemian. Scrivevano e filmavano e si ubriacavano - i loro amici li chiamavano gli ubriachi da studio - ed erano coinvolti con tutti i poeti moderni".

## Filmografia
Menken fu un'autrice molto prolifica e di lei si ricordano anche le numerose partecipazioni alle produzioni del Gryphon group, dei suoi membri e di altri artisti. Questa ne è una filmografia parziale.
- Visual Variations on Noguchi (1945)
- Hurry! Hurry! (1957)
- Glimpse of the Garden (1957)
- Dwightiana (1957)
- Eye Music in Red Major (1961)
- Arabesque for Kenneth Anger (1961)
- Notebook (1962)
- Mood Mondrian (1965)
- Andy Warhol (1965)
- Wrestling (1964)
- Moonplay (1964–66)
- Drips in Strips (1961)
- Go Go Go (1962–64)
- Lights (1966)
- Sidewalks (1966)
- Excursion (c. 1968)
- Watts with Eggs (1967)